# Magnassini-Nindri
Magnassini-Nindri (arabisch بوموني, مكنسيني نيندري) ist eine Stadt auf der Komoreninsel Anjouan im Indischen Ozean. Die Stadt liegt an der Südküste zwischen Pomoni (N) und Koué (S).

## Geografie
Magnassini-Nindri liegt an der Südküste im Ausgang des Lingoni-Tales zwischen Pomoni und Koué. Außer dem Lingoni, der am nördlichen Ortsrand verläuft, haben noch die Flüsse Gnavivi und Mouavou eine breite Mündungsebene verursacht, auf dem die Siedlungen liegen. Das Flusstal des Lingoni ist weit hinauf besiedelt, so dass eine Grenze zwischen Magnassini-Nindri und Lingoni nicht auszumachen ist.

## Klima
Magnassini-Nindri liegt im Tropischen Regenwaldklima. Die Temperaturen sind das ganze Jahr über konstant und liegen zwischen 20 °C und 25 °C.